# Jacques Soustelle
Jacques Soustelle (3. února 1912 Montpellier – 6. srpna 1990 Neuilly-sur-Seine) byl francouzský antropolog a politik, který se specializoval na Mexické předkolumbovské civilizace. Od roku 1938 vedl společně s Paulem Rivetem instituci Musée de l'Homme. Několikrát zastával ministerský úřad, byl guvernérem Alžírska a poslancem Národního shromáždění a členem francouzské Akademie věd.

## Politická kariéra
Jacques Soustelle se po okupaci Francie připojil k francouzskému odboji a v Londýně pro Charlese de Gaulla vedl výzvědnou službu. V roce 1945 se stal ministrem informací a poté ministrem kolonií.
V letech 1955–1956 ho tehdejší francouzský ministerský předseda Pierre Mendès-France jmenoval generálním guvernérem Alžírska, kde se měl zabývat především integrací muslimského obyvatelstva do francouzských departmentů na březích Středozemního moře. Soustelle podporoval návrat Charlese de Gaulla do pozice prezidenta a v roce 1958 se stal ministrem informací. V roce 1959 v době vrcholu alžírské války za nezávislost byl jmenován státním tajemníkem, pověřeným Charlesem de Gaullem správou zámořských území Francie. Soustelle odmítal nezávislost Alžírska, v roce 1960 byl odvolán z vlády a připojil se k Organisation de l'armée secrète, krajně pravicové, nacionalistické organizaci, která se pokoušela zabránit nezávislosti Alžírska násilnými prostředky. V letech 1961 až 1968, kdy byl amnestován, žil v exilu.
Jacques Soustelle byl celkem třikrát zvolen do Národního shromáždění, dolní komory Francouzského parlamentu a to v letech 1945–1946 a 1951–1958 jako Gaullista a v letech 1973–1978 jako člen Reformní strany.

## Vědecká práce
Už v mládí ho zaujaly mimoevropské kultury. Chtěl se věnovat studiu lingvistiky indických jazyků a čínské filosofii. Krátce po příchodu do Paříže, kde studoval se seznámil s profesorem nového Etnologického institutu Marcelem Maussem, kterého velice uznával.
Jacques Soustelle v roce 1930, v osmnácti letech, absolvoval studia filosofie a etnologie na Lyceu v Lyonu. Profesorem byl jmenován v roce 1937. V letech 1932–1934 prováděl výzkum původních kultur Mexika, kam se do roku 1940 ještě několikrát vrátil. Zkoumal především indiány Otomí a Lacandonské Maye. Od roku 1938 spolupracoval s Paulem Rivetem ve vedení Musée de l'Homme a vyučoval na vysokých školách. V roce 1983 byl zvolen členem francouzské Akademie věd.

## Publikace v češtině
- Seznam děl v Souborném katalogu ČR, jejichž autorem nebo tématem je Jacques Soustelle
- Čtvero sluncí - Mexické vzpomínky a úvahy jednoho etnologa (Argo, 2000)